# Río Uruguay
El río Uruguay (en portugués: rio Uruguai) es un río internacional de América del Sur que junto con los ríos Paraná, Paraguay y otros cursos fluviales forman la cuenca del Plata. Nace en la Sierra Geral en el sudeste de Brasil en la confluencia de los ríos Canoas (de 570 km) y Pelotas (de 437 km) en el límite entre los estados de Río Grande del Sur y Santa Catarina, y desemboca en el Río de la Plata en el lugar llamado punta Gorda (kilómetro 0 del río Uruguay a 33°54′58″S 58°24′52″O / -33.91611, -58.41444) entre el departamento uruguayo de Colonia y el argentino de Islas del Ibicuy en la provincia de Entre Ríos. En el último tramo recibe por su margen derecha algunos brazos del río Paraná.
La confluencia del Canoas con el Pelotas (27°36′26″S 51°27′24″O / -27.60722, -51.45667) Se encuentra a unos 433 m s. n. m. Al principio sigue la dirección este-oeste por unos 600 km hasta recibir por la margen derecha las aguas del río Pepirí Guazú, punto en el cual empieza a torcer hacia el sudoeste. Desde esa confluencia porta el límite entre Argentina y Brasil hasta el punto en el cual recibe las aguas del río Cuareim, afluente desde la margen izquierda que sirve a su vez como límite entre Brasil y Uruguay. Después de recibir las aguas del Cuareim, donde se forma una triple frontera entre Bella Unión (Uruguay), Monte Caseros (Argentina) y la Barra do Quaraí (Brasil), el río Uruguay continúa su recorrido hacia el sur portando el límite entre Argentina y Uruguay hasta el paraje de punta Gorda, en donde desemboca en el Río de la Plata.

## Etimología
El río Uruguay fue descubierto, por europeos, entre el 10 y el 13 de enero de 1520 cuando fue explorado por la nave Santiago -comandada por Juan Rodríguez Serrano de la expedición alrededor del mundo de Fernando de Magallanes. El integrante de la expedición llamado Francisco Albo comentó el descubrimiento en su Derrotero del viaje de Magallanes desde el Cabo de San Agustín en el Brasil, hasta el regreso a España de la Nao Victoria confundiendo al río Uruguay con el río de Solís. En cambio Antonio Pigafetta, quien también iba en la expedición, hizo un croquis de los contornos del Río de la Plata y llamó a este Fiume de Johan de Solis:

... y allí surgimos y enviamos al navío Santiago de longo de costa por ver si habia pasage, y el rio está 33 grados y medio al nordeste; y allí hallaron unas isletas, y la boca de un rio muy grande, era el rio de Solís é iba al norte, y así tomaron la vuelta de las naos, y el dicho navío estuvo léjos de nosotros obra de 35 leguas, y estuvieron en venir quince dias...

En el planisferio Salviati (1526-1527) aparece el río Uruguay con la denominación «río San Cristóbal». El nombre Uruguay proviene del guaraní y existen varias explicaciones acerca de su etimología:
- río del país del urú o río del urú. Es la versión de Félix de Azara. El "corcovado urú" o, simplemente es una ave de la familia odontophoridae (perdiz, codorniz, grisín) que habita en bosques tropicales y llanuras áridas hasta 1600 m s. n. m. Se encuentra en Brasil, Paraguay y Argentina, especialmente en la región de las Misiones.[6] De esta manera, la traducción literal del guaraní sería: urú; gua, "de"; e y, "agua", agua (río) del urú;
- río de los caracoles. Este significado surge de una interpretación que hizo a fines del siglo XVIII el ingeniero José María Cabrer, quien acompañó al naturalista español Félix de Azara en algunos de sus viajes por la región del Río de la Plata, las Misiones y Paraguay. Dividió la palabra en uruguá, "caracol" o "caracol de mar", e y, "agua (río)". Una investigación presentada en 2010 Uruguay por Cristhian Clavijo, del Museo Nacional de Historia Natural, apoya esta tesis. También Irene Cocchi y Rosario Gutiérrez, autoras del libro "En el país de los caracoles, Uruguay", suscriben esta tesis. Los indígenas, habitantes originales de la región, estarían haciendo referencia a una especie de molusco que conforma la fauna del río Uruguay, el pomella megastoma (gasterópodo perteneciente a la familia ampullariidae) abundante en el río Uruguay. Los indígenas utilizaban a estos caracoles como alimento y también en algunos ritos. Las grandes cantidades en enterramientos indígenas encontrados demostrarían la importancia que tenían los caracoles para los antiguos pobladores de esta región.[7]
- río de los pájaros. Es una versión muy similar a la primera. El afijo uru sería designativo de "ave" (urubú, urutaú, jaburú) y guay "agua (río) de". La versión pampeana con tono gutural de "uhay" o "vahy" o mismo "hy" (Ayuhy, Iyuhy, Paraguay, Queguay, Iraí, Piraí, Ivahy) a través de tiempos habría transformado el designativo geográfico;
- río de los pájaros pintados. Una interpretación poética de Juan Zorrilla de San Martín;
- río de las vueltas o río acaracolado. El ingeniero geógrafo José María Reyes sostuvo que cabría también la interpretación de "río de las vueltas", por los bucles que presenta su curso. Como el idioma guaraní es rico en metáforas, otra traducción podría ser "río acaracolado" (Vargas Gómez) o "tortuoso como un caracol" (Mantilla);
- río principal. Bautista C. de Almeida Nogueira lo tradujo como "río principal" (yruguaï) o "del canal" (ïruguá), confirmando así una antigua variante propuesta por el sacerdote jesuita Ruiz de Montoya: "canal por donde va la madre del río".[8]

## Características

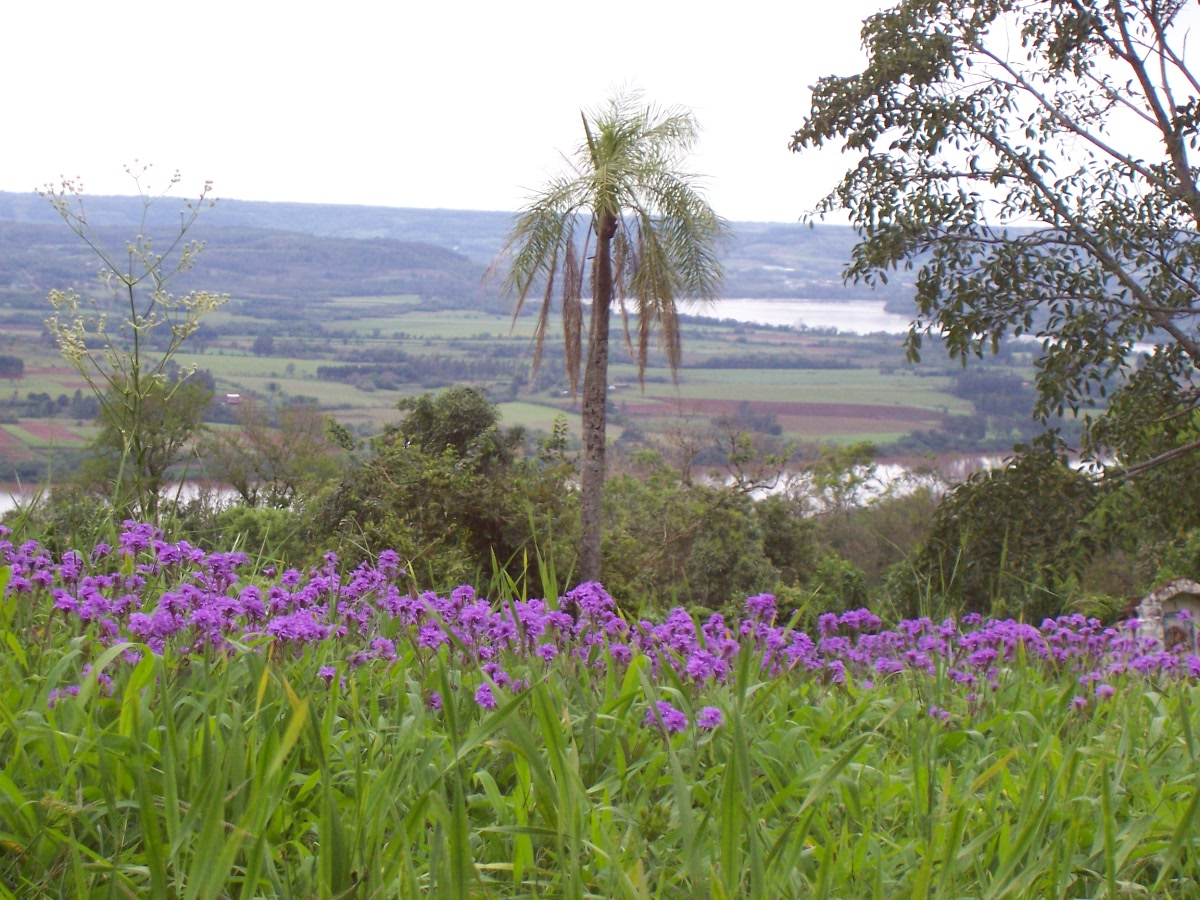
Foto del Cerro Monje, en San Javier, provincia de Misiones, Argentina. Al fondo, revuelta del río Uruguay que hace de frontera con Brasil.

De acuerdo a sus características hidrográficas, el río Uruguay puede ser considerado físicamente como compuesto por tres secciones: la superior, la media y la inferior.
- La parte superior de su curso es rápida y poco navegable. Se considera que abarca el recorrido del río desde la confluencia del Pelotas y el Canoas hasta la desembocadura del río Piratiní, con una extensión de 816 km y un desnivel de 43 cm/km.
- La sección media se encuentra entre la desembocadura del Piratiní y el salto Chico al sur de la represa de Salto Grande. Con una extensión de 606 km, el desnivel en este tramo es de 9 cm/km.
- El tramo inferior es aquel abarcado entre el salto Chico y punta Gorda, siendo el de menor extensión (con un total de 348 km) y también el de menor desnivel, con una pendiente media de apenas 3 cm/km.

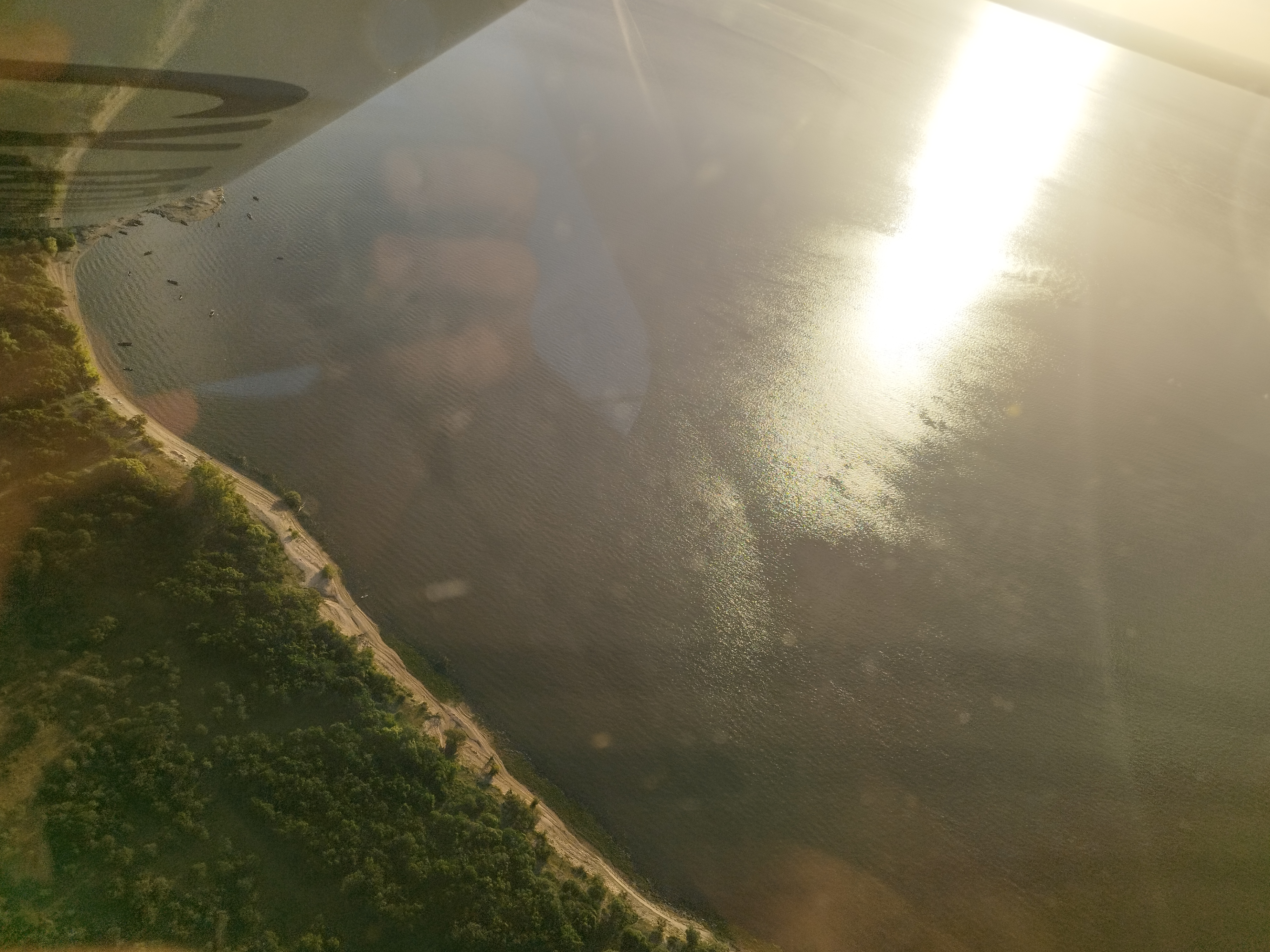
Fotografía aérea del río Uruguay visto desde Soriano, Uruguay. Tomada a 1500 pies (450mts) de altitud.

A partir de la confluencia del río Cuareim su cauce está ocupado por numerosas islas y bajos fondos rocosos. Importantes afloramientos de basalto determinan los saltos denominados «Grande y Chico».
El caudal promedio frente a las ciudades de Salto y Concordia es de 4622 m³/s. El máximo registrado desde 1898 es de 37 714 m³/s (año 1992). El mínimo registrado desde el mismo año es de 109 m³/s, el cual se produjo en el año 1945 (dentro del hemiciclo seco 1920-70).

## Principales afluentes
Los afluentes con categoría de río son los siguientes:
- en territorio brasileño: además de los ríos Canoas y Pelotas (cuya confluencia da nacimiento al río Uruguay), Peixe, Chapecó (248 km), Pepirí Guazú (en el límite con Argentina), Passo Fundo (200 km), Várzea, Ijuí, Piratiní (120 km), Icamaquã e Ibicuy (290 km);
- en territorio argentino: Aguapey (310 km), Miriñay (285 km), Mocoretá (140 km), y Gualeguaychú (268 km);
- En territorio uruguayo: Cuareim (351 km, en el límite con Brasil), Arapey (240 km), Daymán (210 km), Queguay (280 km), Negro (750 km) y San Salvador (100 km).

## Islas
En el Tratado del Río Uruguay (1961) se mencionan detalladamente las numerosas islas fluviales ubicadas en este río en la frontera entre Argentina y Uruguay. La más grande es la isla Cambacuá (35,67 km²) en el departamento Uruguay de Entre Ríos, Argentina.

## Navegabilidad
La mayor parte de la navegación sobre el río Uruguay se concentra en su sector inferior, especialmente entre las ciudades de Concepción del Uruguay, donde está el único y muy activo puerto de aguas profundas de la margen Argentina, y que se dedica a la exportación de maderas en rollizos, arroz elaborado y contenedores, siendo también un importante puerto receptor de combustibles líquidos para la distribución posterior del mismo, en toda la Mesopotamia, hasta la desembocadura en el Río de la Plata.
No obstante, el Uruguay es navegable hasta Salto, por la presencia de la central hidroeléctrica de Salto Grande, y aunque esta fue construida con un sistema de esclusas del lado argentino para en un futuro permitir dicha navegabilidad, los mecanismos jamás fueron instalados.
Además, el Salto Chico interrumpe la navegación a falta de profundidad en el dragado en los pasos "Vera" y "Almirón" hace que la navegación al norte de Concepción del Uruguay, para llegar a los puertos de Paysandú y Salto, se pueda concretar solo por buques de calado reducido. Aguas arriba, entre las ciudades de São Borja y Uruguaiana, también se observan formas de navegación, aunque indefectiblemente en embarcaciones de pequeño porte.
Aguas abajo, el río se ensancha y corre con menor velocidad hacia Paysandú y Fray Bentos, existiendo en esta ciudad un puerto de aguas profundas, al igual que en Nueva Palmira.

## Aprovechamiento del río

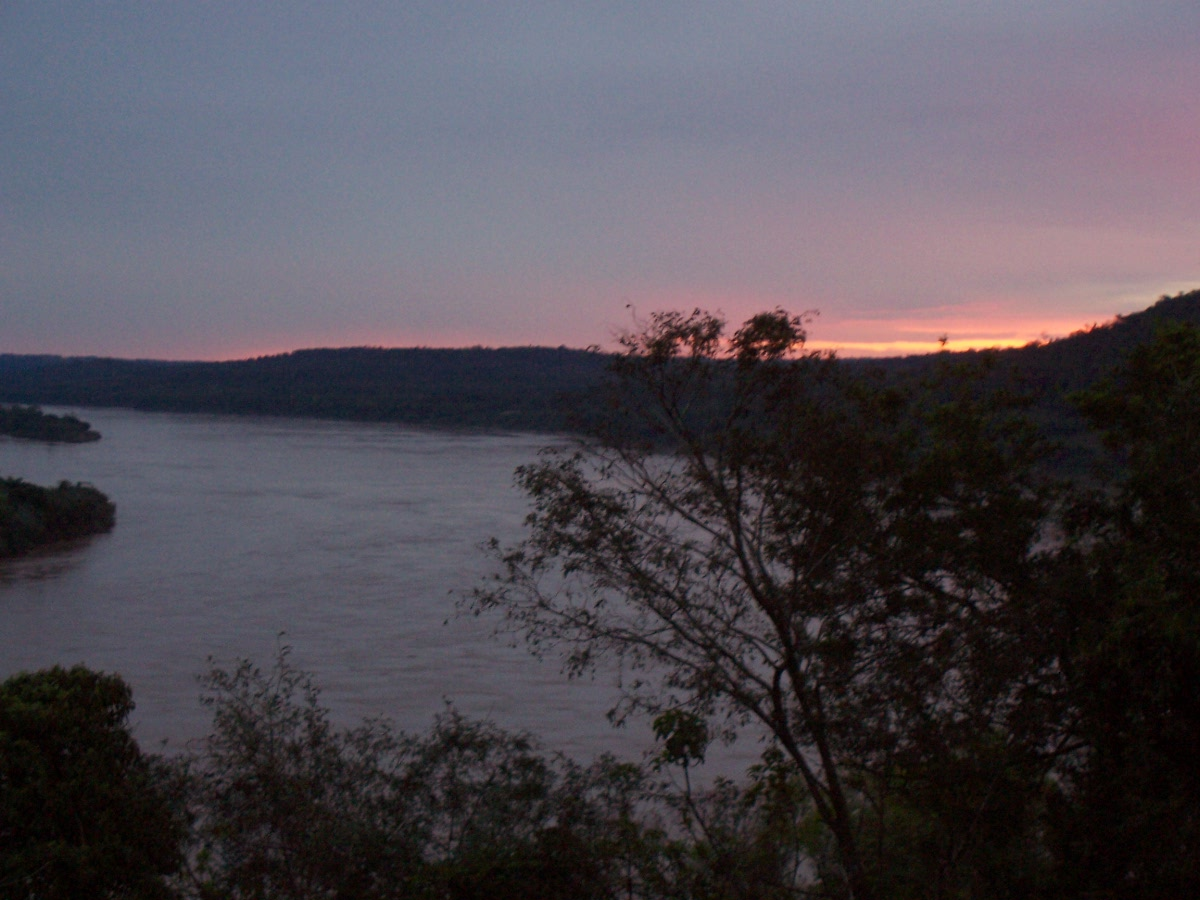
El ocaso en el río Uruguay, tomada desde la costa argentina.

El aprovechamiento principal que se hace del río es la generación de energía hidroeléctrica, por medio de la represa Salto Grande (propiedad de Uruguay y Argentina), que se encuentra localizada cerca de lo que previamente era el salto que llevaba ese mismo nombre.
En territorio brasileño se encuentran las represas de Itá, Machadinho, y Foz de Chapecó. Además existe entre los gobiernos de Argentina y Brasil el proyecto para construir un complejo hidroeléctrico llamado Garabí, 7 kilómetros aguas abajo de la ciudad argentina de Garruchos y de su homónima brasileña, destinado a la provisión de energía eléctrica, así como también al aprovechamiento de las tierras adyacentes por medio del riego y otro similar llamado San Pedro, ubicado entre la ciudad de Uruguayana y el río Cuareím.

## Puentes y cruces sobre represas
| Cruce                                                | Ubicación                       | Año      | Ruta                                           | Coordenadas                                        |        |
| Brasil                                               | Brasil                          | Brasil   | Brasil                                         | Brasil                                             | Brasil |
| ---------------------------------------------------- | ------------------------------- | -------- | ---------------------------------------------- | -------------------------------------------------- | ------ |
| Puente Campos Novos-Barracão                         | Campos Novos-Barracão           |          | BR-470                                         | 27°36′12.1″S 51°28′10.6″O / -27.603361, -51.469611 |        |
| Represa de Machadinho                                | Piratuba-Maximiliano de Almeida | 2002     |                                                | 27°31′31.8″S 51°47′15.7″O / -27.525500, -51.787694 |        |
| Puente ferrovial                                     | Alto Bela Vista-Marcelino Ramos |          |                                                | 27°27′54.8″S 51°54′02.3″O / -27.465222, -51.900639 |        |
| Puente Concórdia-Marcelino Ramos                     | Concórdia-Marcelino Ramos       |          | BR-153                                         | 27°22′32.8″S 51°59′11.2″O / -27.375778, -51.986444 |        |
| Represa de Itá                                       | Itá-Aratiba                     |          | SC-155/RS-420                                  | 27°15′51.9″S 52°22′53.8″O / -27.264417, -52.381611 |        |
| Puente Chapecó-Nonoai                                | Chapecó-Nonoai                  |          | SC-480                                         | 27°17′02.4″S 52°41′32″O / -27.284000, -52.69222    |        |
| Represa de Foz de Chapecó                            | Águas de Chapecó-Alpestre       |          |                                                | 27°08′23.1″S 53°02′37.2″O / -27.139750, -53.043667 |        |
| Puente Palmitos-Iraí                                 | Palmitos-Iraí                   |          | BR-158                                         | 27°10′21.7″S 53°13′42.8″O / -27.172694, -53.228556 |        |
| Brasil-Argentina                                     |                                 |          |                                                |                                                    |        |
| Puente Alba Posse-Porto Mauá                         | Alba Posse-Porto Mauá           | Planeado |                                                |                                                    |        |
| Puente San Javier-Porto Xavier                       | San Javier-Porto Xavier         | Planeado |                                                |                                                    |        |
| Puente de la Integración                             | Santo Tomé-São Borja            | 1997     | Ruta Nacional 121/BR-285                       | 28°36′40.5″S 56°00′51.1″O / -28.611250, -56.014194 |        |
| Puente Alvear-Itaquí                                 | Alvear-Itaquí                   | Planeado |                                                |                                                    |        |
| Puente Internacional Agustín P. Justo-Getúlio Vargas | Paso de los Libres-Uruguayana   | 1945     | Ruta Nacional 117/BR-290                       | 29°44′36.5″S 57°05′34.1″O / -29.743472, -57.092806 |        |
| Argentina-Uruguay                                    |                                 |          |                                                |                                                    |        |
| Puente Monte Caseros-Bella Unión                     | Monte Caseros-Bella Unión       | Planeado |                                                |                                                    |        |
| Represa de Salto Grande                              | Concordia-Salto                 | 1982     | Ruta Nacional A015/Acceso Puente Internacional | 31°16′30″S 57°56′18.2″O / -31.27500, -57.938389    |        |
| Puente General Artigas                               | Colón-Paysandú                  | 1975     | Ruta Nacional 135/Avenida de las Américas      | 32°15′52.7″S 58°06′01.4″O / -32.264639, -58.100389 |        |
| Puente Libertador General San Martín                 | Gualeguaychú-Fray Bentos        | 1976     | Ruta Nacional 136/Acceso Puente Internacional  | 33°05′55.7″S 58°14′55.5″O / -33.098806, -58.248750 |        |
| Puente Zárate-Nueva Palmira                          | Zárate-Nueva Palmira            | Planeado |                                                |                                                    |        |

## Estatuto del Río Uruguay
El Estatuto del Río Uruguay es un tratado internacional celebrado en 1975 entre Argentina y Uruguay para arreglar los usos, actividades y conservación del río Uruguay, frontera entre ambos países, en el tramo que ambos comparten.

## Comisión Administradora del Río Uruguay
La Comisión Administradora del Río Uruguay (CARU) es un organismo internacional creado por las repúblicas de Argentina y Uruguay para una administración conjunta del Río Uruguay en el tramo que comparten ambos países. Las funciones de la CARU se encuentran establecidas en el Estatuto del Río Uruguay.

## Conflicto Argentina-Uruguay

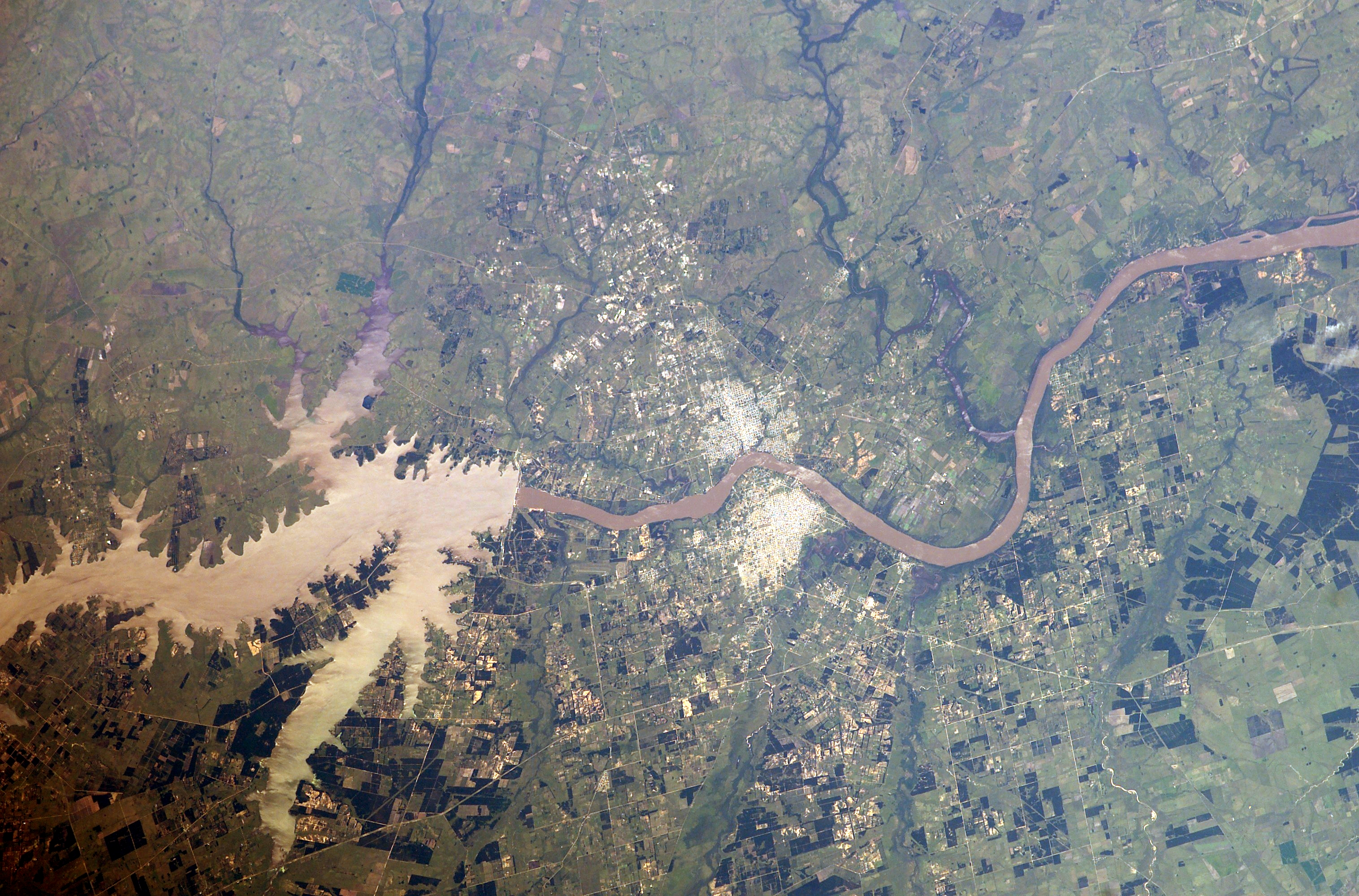
Lago formado por la Represa Salto Grande, ubicada en el curso medio del Río Uruguay. Aguas abajo se aprecia la ciudad uruguaya de Salto, sobre la margen izquierda, y la ciudad argentina de Concordia, sobre la margen derecha. El Río Uruguay corre de norte a sur (izquierda a derecha en la imagen).

Argentina y Uruguay mantuvieron un importante conflicto debido a la instalación una gran fábrica de producción de pasta de celulosa en territorio uruguayo, sobre las aguas internacionales del Río Uruguay, cerca de las poblaciones de Fray Bentos (uruguaya) y Gualeguaychú (argentina). Esta situación llevó a un enfrentamiento diplomático, por el cual ambos países llamaron temporalmente a consulta a sus respectivos embajadores y que contó con la mediación de un enviado del rey de España. Tras resolución del Tribunal Internacional de Justicia el dividendo fue resuelto, con acuerdos entre ambos países y el fin de las protestas de los ambientalistas de Gualeguaychú.
En octubre de 2013 el conflicto reapareció debido a la decisión del presidente de la República de Uruguay, José Mujica, de autorizar a la empresa UPM, para aumentar un 10 % la producción de la planta de celulosa ubicada en Fray Bentos, pasando a 1,1 millones de toneladas anuales. El gobierno argentino anunció que volvería a demandar al Uruguay ante la Corte Internacional de La Haya, debido a que consideraba que el Tratado del Río Uruguay firmado por ambos países, establece que cualquier decisión de una parte que impactase en las aguas comunes debe ser consultada a la otra.

## Problemas ambientales

### Contaminación en el Río Uruguay
En 2018, la CARU realizó una serie de estudios sobre el río, cuyos resultados fueron publicados en 2019. Según estos estudios, el río presentaba "valores superiores a los límites establecidos de concentración" en trece parámetros, incluyendo excrementos, metales y plaguicidas. En particular, se encontraron concentraciones de plaguicidas que superan los niveles de toxicidad aguda y crónica, lo que representa un riesgo para el ecosistema del Río Uruguay. Este fenómeno de contaminación del río se produce por la escorrentía, la aplicación aérea y la deriva de pesticidas.

### Adaptación al cambio climático
En 2020, Argentina y Uruguay firmaron un acuerdo para mejorar la adaptación al cambio climático y la reducción de riesgo de desastres en las ciudades de Artigas, Salto, Paysandú y Río Negro (Uruguay) y en la provincia de Entre Ríos (Argentina). Los cambios en los patrones de precipitación debido al cambio climático en Uruguay y en Argentina ocasiona crecidas e inundaciones que afectan a las ciudades y ecosistemas costeros que se encuentran en los márgenes del Río Uruguay. El proyecto "Adaptación al cambio climático en ciudades y ecosistemas costeros vulnerables del río Uruguay" busca mejorar la infraestructura urbana, relocalizar asentamientos vulnerables e intercambiar buenas prácticas de gestión ambiental. El acuerdo recibió un aporte de 14 millones de dólares por parte del Fondo de Adaptación, administrado por el CAF-Banco de Desarrollo de América Latina. Para el proyecto, se creó un Comité Binacional integrado por los Ministerios de Ambiente de ambos países, con respectivos Comités Técnicos Nacionales en cada país.